# 科莱萨诺
科莱萨诺（義大利語：Collesano），是意大利西西里大区巴勒莫广域市的一个市镇。总面积108平方公里，人口4149人，人口密度38.4人/平方公里（2009年）。ISTAT代码为082032。